# Ring (film 1999)
Ring (링, Ringu), noto anche come The Ring Virus (링 바이러스), è un film horror sudcoreano ispirato al romanzo omonimo di Kōji Suzuki. Questa versione della storia vede protagonista al posto di Sadako Yamamura, Park Eun-Suh, come iniziatrice della maledizione.
Benché la produzione abbia affermato che The Ring Virus è ispirato al romanzo di Suzuki, molti elementi di questa pellicola fanno pensare che in realtà l'ispirazione principale sia venuta dall'adattamento cinematografico Ring del 1998 di Hideo Nakata.

## Trama
La giornalista Sun-Joo rimane scioccata alla notizia della morte della nipote, Sang-Mi, apparentemente per un attacco cardiaco. Scopre invece che il decesso è conseguente ad una strana videocassetta la cui visione provoca la morte entro sette giorni. Sun-Joo, inizialmente scettica, guarda la VHS e la telefonata successiva la convince che la maledizione in realtà è vera.
Aiutata da Choi-Yul, il suo ex marito, deve salvare il figlio che imprudentemente ha visionato la videocassetta ed è stato colpito quindi dalla maledizione. Quindi, Sun-Joo e Chaoi-Yul si recano su un'isola, dove, guidati dalle varie immagini della cassetta, i due scoprono quali sono le fonti di tutto ciò. Giungono sino ad un uomo, un pittore, visibile per qualche secondo nel video, a petto nudo. Stranamente, egli dipinge soprattutto pozzi e donne.
Sempre più vicini alla storia e all'iniziatrice della maledizione, l'uomo e la donna scoprono un pozzo e la storia di una tal Eun-Suh Park: una ragazza ermafrodita che, figlia illegittima di una sensitiva, venne violentata da un uomo, malato di vaiolo, che, ignorando che la ragazza fosse viva, la gettò in un pozzo. Proprio calandosi nel pozzo, allo scadere dei sette giorni, e rinvenendo il cadavere di Eun-Suh, Sun-Joo riesce ad aver salva la vita.
Nonostante sembra che tutto sia finito, e che Eun-Suh abbia perdonato il mondo per quello che ha subito, Chai-Yul, ex marito di Sun-Joo, viene assassinato da Eun-Suh, che si introduce in casa sua, uscendo dalla sua televisione, e uccidendolo con lo sguardo. Sun-Joo capisce che l'unico modo per aver salva la vita è copiare la videocassetta, come lei aveva fatto giorni prima.